# ريان لونغ
ريان لونغ (بالإنجليزية: Ryan Long)‏ هو لاعب كرة قاعدة أمريكي، ولد في 3 فبراير 1973 في هيوستن في الولايات المتحدة.

## وصلات خارجية
- ريان لونغ على موقعبيزبول رفرنس.كوم (الدوري الرئيسي) (الإنجليزية)
- ريان لونغ على موقعبيزبول رفرنس.كوم (الدوري الثانوي) (الإنجليزية)